# Suzanne Balogh
Suzanne Elspeth (Suzy) Balogh (ur. 8 maja 1973) – australijska strzelczyni sportowa. Złota medalistka olimpijska z Aten.
Brała udział w dwóch igrzyskach (IO 04, IO 12). Złoto igrzysk w 2004 zdobyła w konkurencji trap. W 2012 zajęła szóste miejsce w tej samej konkurencji. Zdobyła trzy medale Igrzysk Wspólnoty Narodów, jeden złoty i dwa brązowe. 